# Syzygium assimile
Syzygium assimile är en myrtenväxtart som beskrevs av George Henry Kendrick Thwaites. Syzygium assimile ingår i släktet Syzygium och familjen myrtenväxter. Inga underarter finns listade i Catalogue of Life.